# Xerocladia viridiramis
Xerocladia viridiamis là một loài thực vật có hoa trong họ Đậu. Loài này được (Burch.) Taub. miêu tả khoa học đầu tiên.